# Antonio Sánchez Pacheco
Antonio Sánchez Pacheco (Almargen, Málaga, 27 de septiembre de 1956) es un docente y político español del Partido Socialista Obrero Español, alcalde de Mijas desde 2007 a 2011.

## Biografía
Milita en el PSOE desde 1979, comenzando a desempeñarse como edil en el Ayuntamiento de Mijas, del que después llegó a ser alcalde, cargo que ocupó desde 2007 a 2011. Antes de ser alcalde de su localidad natal, fue concejal del Ayuntamiento de Almargen, donde después llegó a ser alcalde, cargo que ocupó desde 1983 a 1987. Antonio Sánchez Pacheco es diplomado en Ciencias Sociales, y por último, fue maestro y director de un colegio en la ciudad de Mijas.
Por último, Sánchez Pacheco ha sido imputado por un presunto fraude de subvenciones.